# Billy Garraty
William « Billy » Garraty (né le 6 octobre 1878 à Saltley dans le Staffordshire et mort le 7 mai 1931 à Perry Barr) était un joueur de football anglais.

## Biographie
Il a joué pour l'Aston Villa FC en provenance de l'Aston Shakespeare entre août 1897 et septembre 1908.
Garraty fait ses débuts pour Villa durant la saison 1897/98. Billy ne commence qu'à jouer en titulaire lors de la saison suivante, où il évolue pendant 27 matchs.
Garraty joue en tout 224 matchs de championnat pour les Villains, inscrit 96 buts, et contribue au succès de la FA Cup 1905 où il est élu « homme du match ».
En 1906, Garraty perd sa place de titulaire et rejoint Leicester Fosse en 1908. Garraty n'arrive pas à trouver les filets en six matchs et n'empêchera pas la relégation du club à la fin de la saison.
Il rejoint ensuite West Bromwich Albion FC en D2 pendant deux ans, et termine sa carrière lors de la saison 1910/11 pour Lincoln City.
Il est l'arrière arrière grand-père de Jack Grealish.

## Palmarès
Aston Villa FC
- Champion du Championnat d'Angleterre de football (2) :
  - 1899 & 1900.
- Vice-champion du Championnat d'Angleterre de football (1) :
  - 1903.
- Meilleur buteur du Championnat d'Angleterre de football (1) :
  - 1900: 27 buts.
- Vainqueur de la FA Cup (1) :
  - 1905.